# Ronde van Frankrijk 2007/Elfde etappe
De elfde etappe van de Ronde van Frankrijk 2007 werd verreden op 18 juli tussen Marseille en Montpellier over een afstand van 182,5 kilometer. Het peloton rijdt bijna de gehele rit langs de Middellandse Zee.

## Verloop
Al vanaf de start werd er aangevallen. Er raakte zelfs even een groep van 20 renners weg, waarvan er uiteindelijk 9 overbleven: David Arroyo, Jens Voigt, Daniele Bennati, Heinrich Haussler, Pierrick Fédrigo, Sylvain Chavanel, Nick Nuyens, Benoît Vaugrenard en Kanstantsin Siwtsow.
Bennati pakte de punten bij de eerste tussensprint in La Fare-les-Oliviers en even later kwam Siutsou als eerste boven op de Côte de Calissanne - de enige gecategoriseerde beklimming van de dag. De 2 Ag2r-renners Christophe Moreau en Simon Gerrans vielen, maar wisten beide weer hun weg terug te vinden naar het peloton.
In het eerste uur werd er al 50 kilometer afgelegd en ook daarna bleef het hard gaan. De voorsprong van de koplopers bleef rond de 2 minuten, want in het peloton wist Rabobank zich in de achtervolging gesteund door Predictor - Lotto, Team Milram en Euskaltel.
Er werd opmerkelijk hard gereden. Astana reed met een hoog tempo op kop met als gevolg dat de vluchters weer werden ingerekend en er uiteindelijk slechts 80 renners in de eerste groep zouden eindigen. Christophe Moreau, aan de start van de etappe nog 6e, zou meer dan 3 minuten verliezen en terugvallen naar plaats 14. Ook de sprinters Erik Zabel en Thor Hushovd waren niet mee voorin en zouden dus niet mee kunnen sprinten en ook geen punten kunnen pakken voor het puntenklassement.
Tom Boonen zou dus uit kunnen lopen in de stand van de groene trui, maar door een valpartij in de laatste kilometer kreeg de Belg niet de kans om mee te sprinten. De Zuid-Afrikaan Robert Hunter kreeg die wel en won de etappe. Fabian Cancellara greep net naast zijn derde ritzege deze Tour en ook Murilo Fischer haalde het net niet, de Braziliaan werd derde.
Rasmussen behield het geel en ook de rest van de top tien veranderde bijna niet. Enkel Christophe Moreau had zich laten verrassen door de versnelling van de Astanaploeg en duikelde uit de top tien. Tom Boonen behield het groen, maar had nu wel een nieuwe grote concurrent; Robert Hunter schoof op naar plek 2 dankzij zijn etappezege. De bolletjestrui bleef om de schouders van Rasmussen, Alberto Contador behield het wit en Team CSC zou ook in de twaalfde etappe met de gele rugnummers van het ploegenklassement mogen vertrekken. Benoît Vaugrenard hield aan zijn ontsnapping het rood rugnummer over.

### Tussensprints
- Eerste tussensprint in La Fare-les-Oliviers, na 31,5 km: Daniele Bennati
- Tweede tussensprint in Arles, na 96,5 km: Xavier Florencio

### Bergsprints
- Eerste tussensprint, Côte de Calissanne (4de cat.), na 38 km:Kanstantsin Siwtsow

## Uitslag
| rang | renner            | land        | ploeg                 | tijd       |
| ---- | ----------------- | ----------- | --------------------- | ---------- |
| 1    | Robert Hunter     | Zuid-Afrika | Team Barloworld       | 3u 47' 50" |
| 2    | Fabian Cancellara | Zwitserland | Team CSC              | z. t.      |
| 3    | Murilo Fischer    | Brazilië    | Liquigas              | z.t.       |
| 4    | Filippo Pozzato   | Italië      | Liquigas              | z.t.       |
| 5    | Alessandro Ballan | Italië      | Lampre - Fondital     | z.t.       |
| 6    | Paolo Bossoni     | Italië      | Lampre - Fondital     | z.t.       |
| 7    | Claudio Corioni   | Italië      | Lampre - Fondital     | z.t.       |
| 8    | Philippe Gilbert  | België      | La Française des Jeux | z.t.       |
| 9    | William Bonnet    | Frankrijk   | Crédit Agricole       | z.t.       |
| 10   | Kim Kirchen       | Luxemburg   | T-Mobile Team         | z.t.       |

## Algemeen klassement
| rang | renner             | land       | ploeg             | tijd        |
| ---- | ------------------ | ---------- | ----------------- | ----------- |
| 1    | Michael Rasmussen  | Denemarken | Rabobank          | 53u 11' 38" |
| 2    | Alejandro Valverde | Spanje     | Caisse d'Epargne  | op 2' 35"   |
| 3    | Iban Mayo          | Spanje     | Saunier Duval     | op 2' 39"   |
| 4    | Cadel Evans        | Australië  | Predictor - Lotto | op 2' 41"   |
| 5    | Alberto Contador   | Spanje     | Discovery Channel | op 3' 08"   |

## Trivia
- De overwinning van Hunter was de eerste Zuid-Afrikaanse etappezege in de Ronde van Frankrijk.
- De overwinning van Hunter betekende al de 2e overwinning voor het continentale en dankzij een wild-card deelnemende Team Barloworld in 3 dagen, nadat Mauricio Soler al de 9e etappe had gewonnen.
- De Italiaan Cristian Moreni van Cofidis testte na afloop van deze etappe positief op het gebruik van testosteron. Dit werd bekendgemaakt na afloop van de 16e etappe. Gevolg was dat de Cofidisploeg zich terugtrok uit de Tour.

Proloog ·
1e etappe ·
2e etappe ·
3e etappe ·
4e etappe ·
5e etappe ·
6e etappe ·
7e etappe ·
8e etappe ·
9e etappe ·
10e etappe ·
11e etappe ·
12e etappe ·
13e etappe ·
14e etappe ·
15e etappe ·
16e etappe ·
17e etappe ·
18e etappe ·
19e etappe ·
20e etappe
Startlijst · Eindstanden · Afbeeldingen